# Itaitinga
Itaitinga is een gemeente in de Braziliaanse deelstaat Ceará. De gemeente telt 32.678 inwoners (schatting 2009).
De gemeente grenst aan Fortaleza, Eusébio, Aquiraz, Horizonte, Guaiuba en Pacatuba.

## Galerij

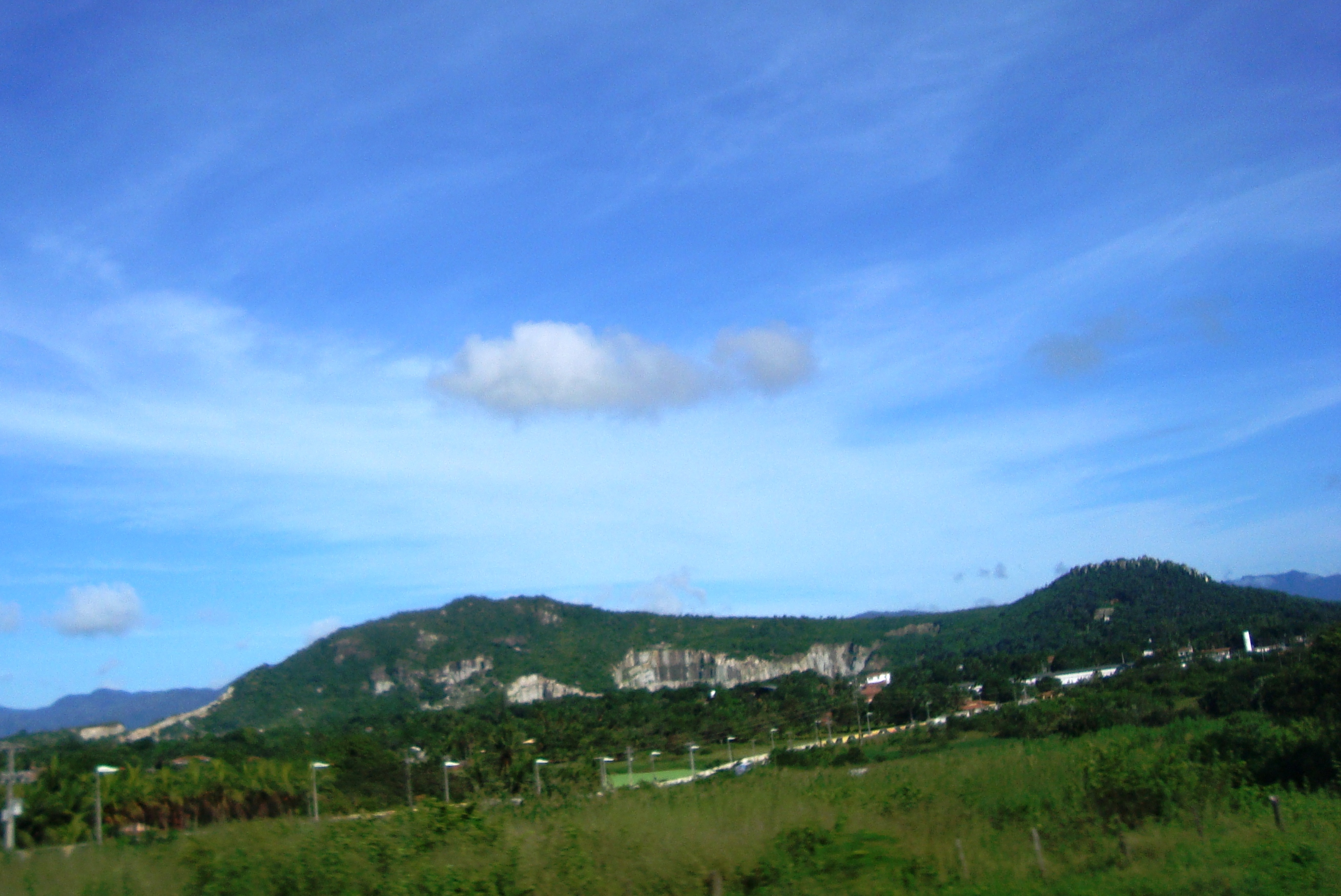
Itaitinga
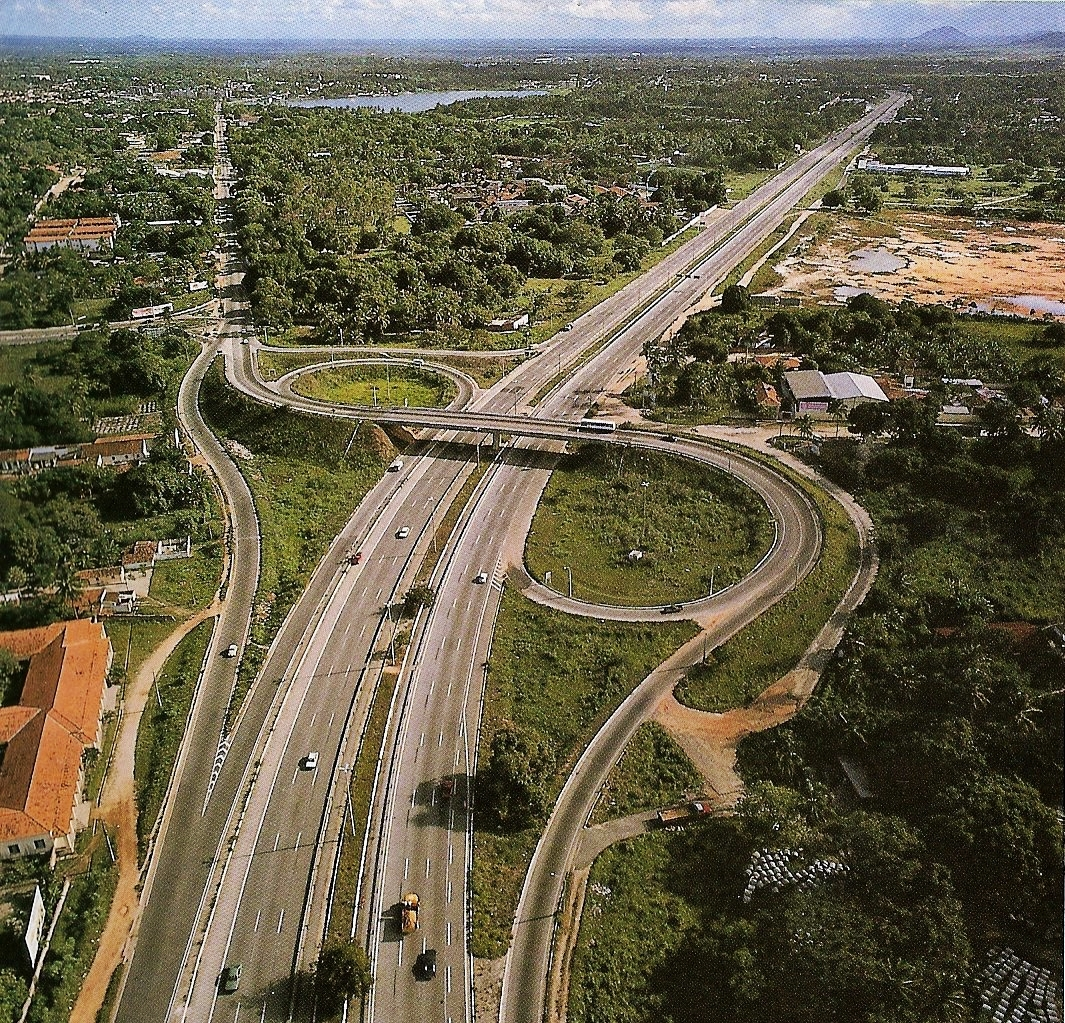
BR116 (Viaduct van Fortaleza)
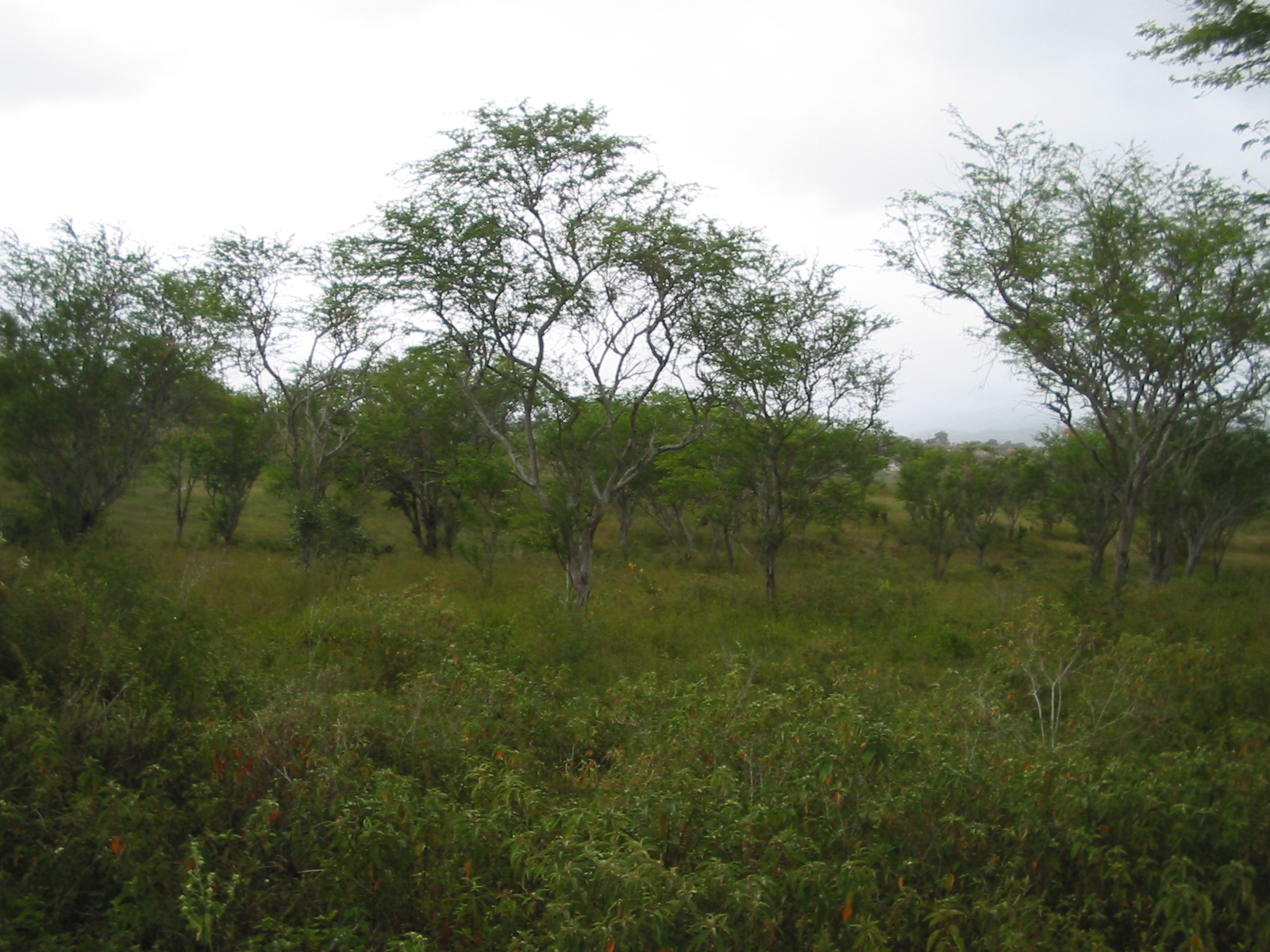
Caatinga
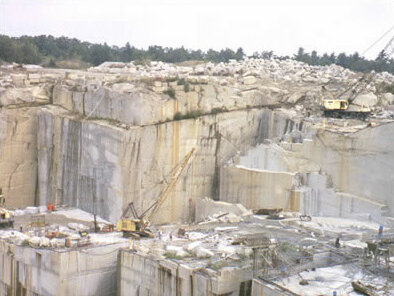
Steengroeve